# Josep Pers i Ricart
Josep Pers i Ricart   (Vilanova i la Geltrú, 10 d'agost de 1829 - Vilanova i la Geltrú, 13 de gener de 1855) fou un tipògraf, dramaturg, novel·lista i poeta català, i alhora fundador del Diario de Villanueva y Geltrú.

## Primers anys
Fill d'una família benestant, va iniciar els estudis a Vilanova i la Geltrú i els completà a Barcelona. Tenia coneixements de francès i italià, apresos sota el mestratge del seu oncle Magí Pers i Ramona. El 1850 treballava com a tipògraf en la impremta de la vídua Pina.

## Escrits
Els primers escrit de Pers i Ricart foren poesies i obres de teatre. El 1848 va escriure El conseller en cap, o sea, sitio y rendición de Barcelona en tiempo de Felipe V, un drama en quatre actes i en vers. L'obra fou representada al Teatre Principal de Vilanova i la Geltrú el 12 de desembre de 1850. El 1850, junt a Teodor Creus i Corominas va escriure Don Pere del punyalet. L'obra fou traduïda al castellà i representada al Teatre Principal el 27 de juny de 1852.
El 1850, junt a Teodor Creus i Corominas, Pau Mimó i Raventós, Ceferí Tresserra i Ventosa i Rosalia Serra Miró, entre d'altres, fundà el Diario de Villanueva y Geltrú, que s'imprimia a la impremta on treballava. Fou en aquest diari on publicà molts articles editorials i notes sense signar. Poemes seus són A las ruinas de Cartago Vetus (1850), ¡A Catalunya! i Pobre flor.
És autor d'una part de la novel·la de fulletó Los misterios de Villanueva (1851) La novel·la es va publica primer per fascicles al Diario de Villanueva y Geltrú i després se'n va fer una edició completa, amb un tiratge de 200 exemplars, en format de llibre i dos volums. El llibre ha estat reeditat en dues ocasions, el 1947 i 1991.
Fou impulsor de la frenologia a Vilanova, una ciència impulsada per Franz Joseph Gall (1758-1828) que pretenia conèixer el fons anímic de l'home palpant el seu cap. El 1844 Marià Cubí i Soler impartí una sèrie de xerrades a Vilanova a partir de les quals es fundà la Societat Frenològica de Vilanova que acabà presidint Pers i Ricart.

## Mort
Pers i Ricart morí ben jove, el 13 de gener de 1855, amb tan sols 25 anys després de "una cadena de desgracias y padecimientos".